# Козлов (Тернопольская область)
Козлов (укр. Козлів) — посёлок в Тернопольском районе Тернопольской области Украины. Административный центр Козловской поселковой общины.

## Географическое положение
Посёлок находится на берегу реки Высушка в месте впадения в неё реки Цицорка, выше по течению на расстоянии в 2,5 км расположено село Покропивная, ниже по течению примыкает село Дмуховцы.

## История
В 1467 году впервые упоминается в письменных источниках.
После первого раздела Речи Посполитой в 1772 году селение вошло в состав Австрии. В дальнейшем, входило в состав округа Бережаны Австро-Венгрии. После начала Первой мировой войны оказалось в прифронтовой зоне. После распада Австро-Венгрии, в августе 1920 года здесь была установлена Советская власть, но в сентябре 1920 года Козлов заняли польские войска и до сентября 1939 года село находилось в составе Тарнопольского воеводства Польши.
С 1940 по 1962 год Козлов был районным центром.
Вскоре после начала Великой Отечественной войны с 5 июля 1941 до 21 июля 1944 года Козлов был оккупирован немецкими войсками и включён в состав дистрикта «Галиция». В соответствии с тактикой выжженной земли, при отступлении гитлеровцы разрушили населённый пункт (были сожжены все административные здания и культурно-образовательные учреждения, больница, сельская электростанция и свыше тысячи жилых домов).
В 1952 году в селе действовали спиртзавод, средняя школа, начальная школа, Дом культуры и машинно-тракторная станция.
В 1961 году село получило статус посёлок городского типа, что активизировало развитие населённого пункта — в 1960—1972 годы здесь было построено 300 индивидуальных жилых домов. В 1972 году здесь находилась центральная усадьба многоотраслевого колхоза «Зірка» (специализировавшегося на растениеводстве и мясо-молочном скотоводстве), действовали районная больница на 75 мест, аптека, средняя школа, Дом культуры, кинотеатр, две библиотеки, детский сад и 12 магазинов.
В 1980 году здесь действовали спиртзавод, кирпичный завод, комбинат бытового обслуживания, межхозяйственное предприятие по откорму крупного рогатого скота, средняя школа, больница, поликлиника, Дом культуры, кинотеатр и две библиотеки.
В январе 1989 года численность населения составляла 2041 человек.
По состоянию на 1 января 2013 года численность населения составляла 1846 человек.
До 2020 года входил в Козовский район.

## Экономика
Спиртовой завод и кирпичный завод.

## Транспорт
Находится в 10 км от ближайшей железнодорожной станции Денисов-Купчинцы на линии Тернополь—Ходоров Львовской железной дороги.